# Галерија природњачког музеја у Београду
Галерија природњачког музеја чини саставни део Природњачког музеја у Београду, а налази се на Калемегдану. Користи се за изложбе предмета из бројних збирки музеја, радионице и стручне скупове.

## Историја
Зграда галерије потиче из прве половине 19. века. У једном турском плану означена је као Караула и тада је служила за смештај страже која је чувала главни прилаз тврђави из правца Стамбол капије.Од 1957. до 1973. године у згради се налазио Музеј шумарства и лова који је затим, као посебна организациона јединица, припојен Природњачком музеју.
За ову грађевину, која представља једну од најстаријих београдских зграда, везују се нека предања без проверених историјских чињеница. Веровало се да је овде становао београдски везир Мустафа-паша и да је зграда тада служила као прва масонска ложа у Београду. Постоји и веровање да је овде одржана скупштина Карађорђевих устаничких вођа.
Према извршеним истраживањима зграда је из 1825-1835. године. Својим обликом, распоредом просторија, фасадом, обрадом портала и прозора, у класицистичком стилу, одговара времену изградње и првобитној намени. Предња фасада и главни улаз окренути су ка северу тј. Стамбол капији. Тругласти простор иза зграде ојачан зидовима од опеке представља истурени равелин за заштиту улаза кроз унутрашњу Стамбол капију. Равелин је у доба Турака називан Султан табија.

## Галерија данас
После реновирања и адаптирања зграде (1992-1994), као најава прославе 100 година од оснивања Природњачког музеја (1895-1995), Галерија је званично отворена 19. децембра 1994. године изложбом „Из ризница Природњачког музеја“. До данас у Галерији је одржано око 60 природњачких изложби. Поред изложби, у Галерији се одржавају предавања, промоције, креативне радионице, трибине и семинари. Организују се и програми везани за обележавање међународних манифестација и важних датума, као што су Музеји за 10, Дани европске баштине, Дан биодиверзитета, Дан планете Земље, Дан Рамсарске конвенције, Међународна ноћ слепих мишева, Међународни дан особа са инвалидитетом.
Галерија Природњачког музеја, као и Природњачки музеј активно учествују на манифестацији Ноћ музеја и као и многи други музеји обично нуди додатну изложбу те ноћи, углавном изузетно интересатну. Изложбе у Галерији Природњачког музеја спадају међу најпосећеније београдске изложбе тада.

## Галерија
- Изложба у Галерији природњачког музеја у Београду
- Изложба у Галерији природњачког музеја у Београду
- Изложба у Галерији природњачког музеја у Београду
- Изложба у Галерији природњачког музеја у Београду
- Изложба у Галерији природњачког музеја у Београду